# محوطه میر جمال ۸
محوطه میر جمال ۸ مربوط به سده‌های میانه دوران‌های تاریخی پس از اسلام است و در شهرستان زابل، بخش میانکنگی، دهستان قرقری، روستای میر جمال، ۱ کیلومتری شمال روستای میرجمال واقع شده و این اثر در تاریخ ۲۷ اسفند ۱۳۸۶ با شمارهٔ ثبت ۲۲۶۷۳ به‌عنوان یکی از آثار ملی ایران به ثبت رسیده است.